# Červené sáně sestřeleny
Červené sáně sestřeleny (v anglickém originále Red Sleigh Down) je sedmnáctý díl šesté řady amerického animovaného televizního seriálu Městečko South Park. Premiéru měl 11. prosince 2002 na americké televizní stanici Comedy Central. 

## Děj
Opět po roce jsou to Vánoce a s nimi jejich přípravy. Cartman si začíná uvědomovat, že celý rok zlobil. A aby dostal nějaké dárky, musí na sobě zapracovat. Musí vykonat nějaký dobrý skutek. S pomocí Santy Clause, pana Hankeyho a Ježíše chce Cartman Vánoce přinést i do východních zemí, konkrétně do Iráku.

## Zajímavosti
- V této epizodě zemřela postava Ježíše, jenž byl postřelen íránskými vojáky.